# サンドウィッチマンの10分もらえたぜ!
サンドウイッチマンの10分もらえたぜ!（さんどうぃっちまんのじゅっぷんもらえたぜ）は、2011年7月4日から2012年3月30日までTBSラジオで放送されていたバラエティ番組である。サンドウィッチマンの冠番組。

## 出演者
- サンドウィッチマン
  - 富澤たけし
  - 伊達みきお

## 概要
自称「馬鹿」のサンドウィッチマンが将来クイズ番組に呼ばれるような「雑学タレント」を目指し、各界の第一人者など著名人に話を聞く。
「もらえたぜ!」というのは、サンドウィッチマンがネタのオチに使っている「もういいぜ!」から取られたもの。
『ニュース探究ラジオ Dig』の枠縮小（『ニュース探究ラジオ Dig 深夜営業』の終了）と新番組『LINDA!〜今夜はあなたをねらい撃ち〜』の開始にともない、当番組は2012年3月30日をもって終了。『後藤麻衣の心配ないさぁ〜!!』以降2年間続いたミニ番組枠は廃止となった。

## 関連番組
いずれもTBSラジオの番組
- サンドウィッチマンのWe Love Rugby
2017年11月 - 2019年12月放送。当初『たまむすび』の内包コーナーだったが、2018年1月よりかつての『10分もらえたぜ!』同様10分間の帯番組となる。放送時間は毎週火曜日から金曜日の17:50 - 18:00。
- サンドウィッチマンの週刊ラジオジャンプ
2017年7月 - 2018年12月放送。

| TBSラジオ 月曜 - 金曜 24:50 - 25:00     | TBSラジオ 月曜 - 金曜 24:50 - 25:00 | TBSラジオ 月曜 - 金曜 24:50 - 25:00                |
| 前番組                                  | 番組名                              | 次番組                                             |
| --------------------------------------- | ----------------------------------- | -------------------------------------------------- |
| トータルテンボスのJUNKの前に聴きたまえ! | サンドウィッチマンの10分もらえたぜ! | LINDA!〜今夜はあなたをねらい撃ち〜 ※ 24:00 - 25:00 |